# Theuma ovambica
Theuma ovambica là một loài nhện trong họ Gnaphosidae.
Loài này thuộc chi Theuma. Theuma ovambica được George Newbold Lawrence miêu tả năm 1927.